# Глыбовка (Ивано-Франковская область)
Глыбовка (укр. Глибівка) — село в Богородчанской поселковой общине Ивано-Франковского района Ивано-Франковской области Украины.
Население по переписи 2001 года составляло 1129 человек. Занимает площадь 14 км². Почтовый индекс — 77718. Телефонный код — 03471.
Близ местной церкви сохранилось кладбище воинов Королевского хорватского домобранства, погибших в 1915—1916 гг. в боях с Русской Императорской армией, сражаясь за Австро-Венгрию (в Глыбовке (Hlebovka) находились штабы нескольких частей Хорватского домобранства, в частности 25-го Загребского пехотного).